# Association canadienne des entraîneurs
L'Association canadienne des entraîneurs (ACE) est une organisation de sport amateur sans but lucratif, dont le mandat consiste à améliorer l'efficacité de l'entraînement dans tous les sports et à tous les niveaux du système sportif. Elle a pour mission d’améliorer, par la qualité de l'entraînement, l'expérience de tous et toutes les athlètes du Canada. 

## Historique
L’Association canadienne des entraîneurs a été créée en 1970, à la suite des recommandations émises par le comité de travail sur le sport au Canada. Depuis sa création, l’ACE est devenue un chef de file mondial dans le domaine de la formation et de la certification en entraînement. Tant les entraîneurs et entraîneuses du milieu communautaire que ceux et celles de haute performance méritent une formation de qualité et du soutien, et d’être reconnus pour leur contribution à l’ensemble de la société canadienne, et c’est exactement ce que l’ACE leur procure.
L'ACE et ses partenaires mettent en œuvre un système d'entraînement de pointe en ayant pour objectif d’influer sur 1 000 000 d’athlètes canadiens et canadiennes grâce à la formation de 100 000 entraîneurs et entraîneuses par an d’ici 2010 dans le cadre du Programme national de certification des entraîneurs.

## Programmes et services
- Programme national de certification des entraîneurs
- Instituts nationaux de formation des entraîneurs
- Programme de stages d’entraîneurs
- Programme Les entraîneuses
- Comité consultatif sur la nutrition sportive
- Conférence Petro-Canada Sport Leadership sportif

## Initiatives d’information
- Organisation de colloques Groupe Investors des entraîneurs communautaires et attribution du Prix d’administration bénévole du sport
- Programme Du rêve à la réalité financé par General Motors (subventions aux entraîneurs de haute performance et subventions offertes aux clubs pour l’entraînement)
- Services en ligne sur la nutrition sportive Gatorade
- Comité canadien sur la résistance aux antibiotiques

## Adresse de l'ACE
141, avenue Laurier ouest, bureau 300
Ottawa (Ontario) K1P 5J3
Canada